# Luismi y Lola
Luismi y Lola es una serie de historietas de Juanjo Cuerda protagonizada por un chico gay y una chica heterosexual que mantienen una relación de amistad.

## Trayectoria editorial
Juanjo Cuerda creó Luismi y Lola para el suplemento de decoración de la revista Zero.
Tras el cierre de la revista en 2009, Juanjo empezó a difundirla a través de un blog inaugurado en junio de 2010, y se entrevistó con el editor de "El Jueves" para enseñarle su trabajo.
En diciembre de 2010 Juanjo recibió la comunicación del editor de que su propuesta había sido aceptada, y en mayo de 2011, Luismi y Lola empezó a publicarse en el semanario "El Jueves", convirtiéndose así en la tercera serie de protagonismo homosexual del semanario tras Pepe Gay (2005) de Guillermo y Sauna Paradise (2006-2009) de Carles Ponsí. Sin embargo, la acogida por parte de los lectores habituales no fue buena y en julio dejó de publicarse.